# Caulibugula aspinosa
Caulibugula aspinosa is een mosdiertjessoort uit de familie van de Bugulidae. De wetenschappelijke naam van de soort is voor het eerst geldig gepubliceerd in 1956 door Mawatari.